# Mucilago

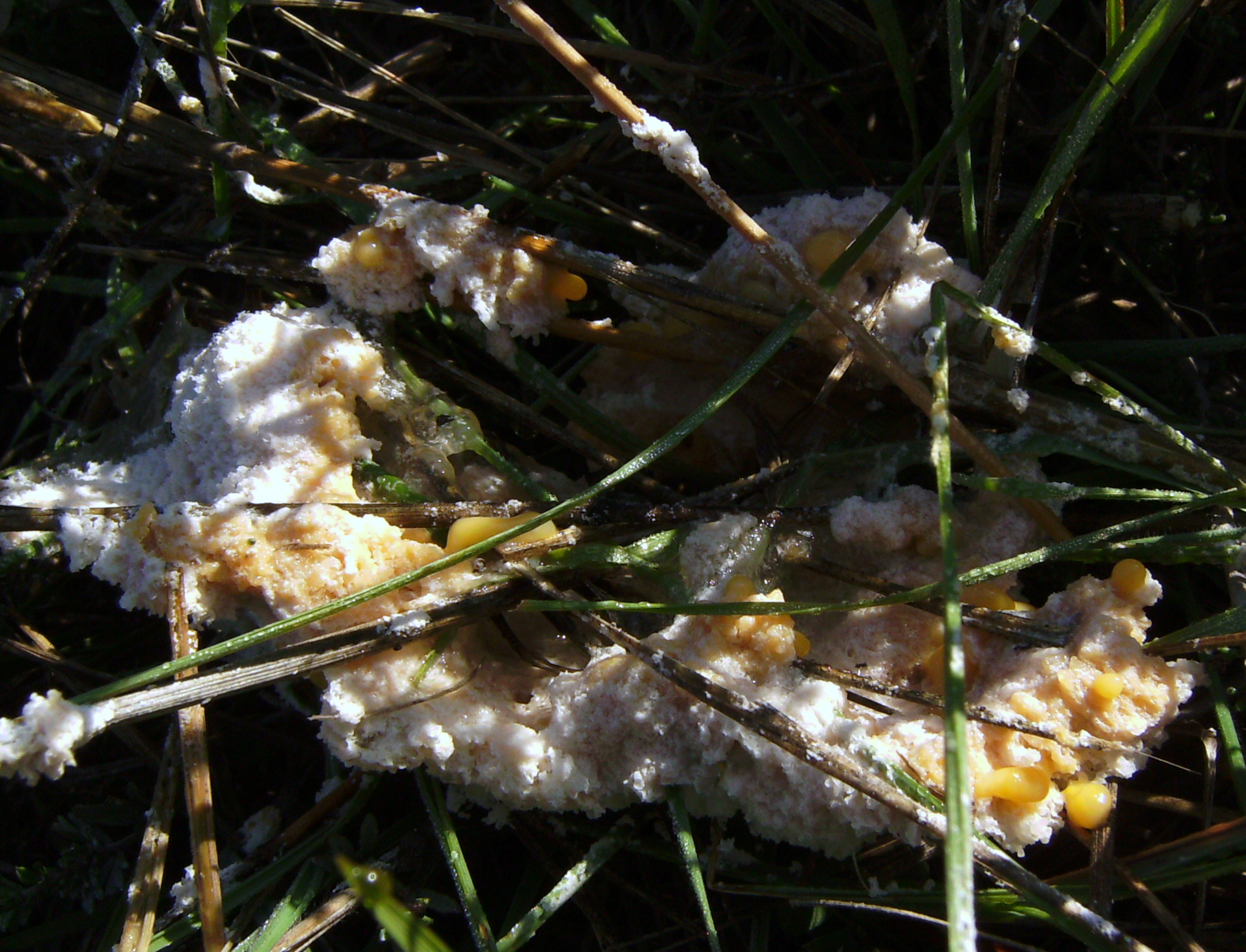
Mucilago crustacea tallat i obert mostrant la seva estructura interna

Mucilago és un gènere de fongs mucilaginosos micetozous. Inclou l'espècie Mucilago crustacea que és un fong mucilaginós ameboide comú de distribució cosmopolita.
Inicia la seva vida com un plasmodi amorf de color blanc-crema, la seva superfície cristal·litza a la maduresa. La seva estructura interna és groguenca i s'enfosqueix quan maduren les seves espores les quals són dispersades pel vent i la pluja. Es troba en la vegetació baixa, incloent herbes. Fructifica en etalis (un paquet d'esporangis comprimits, impossible de destriar) individuals que en agrupar-se prenen moltes formes d'aspecte lletós, està cobert per una crosta de cristalls de carbonat de calci. No és tòxic però no té interès culinari
Apareix a la tardor fins i tot de vegades en els fenassars, joncedes i llistonars.